# NGC 6860
NGC 6860 is een spiraalvormig sterrenstelsel in het sterrenbeeld Pauw. Het hemelobject werd op 11 augustus 1836 ontdekt door de Britse astronoom John Herschel.

## Synoniemen
- ESO 143-9
- AM 2004-611
- IRAS 20044-6114
- PGC 64166